# Елрик
Елрик е популярен фентъзи герой на английския писател Майкъл Муркок.
Елрик VIII е едно от многото превъплъщения на Вечния шампион (The Eternal Champion) - 428-ият и последен император на островната империя Мелнибонé; албинос, поддържан жив посредством лекарства и магия, докато не открива Черния меч Стормбрингър; обичан и мразен от боговете, той е избран да поведе последната битка в своя свят между силите на Закона и Хаоса.

## Сагата за Лорд Елрик
Оригиналната сага:
- Elric of Melniboné/Елрик от Мелнибонé (1972)
- The Sailor on the Seas of Fate/Плавателят по моретата на Съдбата (1976)
- The Weird of the White Wolf/Ориста на Белия Вълк (1977)
- The Sleeping Sorceress/Спящата Магьосница (по-късно известна като The Vanishing Tower/Чезнещата Кула) (1971)
- The Bane of the Black Sword/Проклятието на Черния Меч (1977)
- Stormbringer/Стормбрингър (1965)

По-късни новели:
- Fortress of the Pearl/Крепостта на Перлата (1989)
- Revenge of the Rose/Отмъщението на Розата (1991)

Новата трилогия:
- The Dreamthief's Daughter/Дъщерята на Крадецът на Сънища (2001)
- The Skrayling Tree/Скрейлинговото Дърво (2003)
- The White Wolf's Son/Синът на Белия Вълк (2005)

Други:
- Elric at the End of Time/Елрик в Края на Времето (1984)
- Michael Moorcock’s Elric: Tales of the White Wolf/Приказки за Белия Вълк (1994)
- Pawns of Chaos: Tales of the Eternal Champion/Пионки на Хаоса: Приказки за Вечния шампион (1996)

## За Елрик, Стормбрингър и Мелнибонé
Внимание:  Текстът по-долу разкрива сюжета на произведението (или части от него)!
В продължение на сто века империята Мелнибонé е била господар на света. В своя зенит обаче тя загърбва много от териториите си, позволявайки им да се обособят като отделни държави, известни като Младите Кралства. Империята вече не всява ужас. Икономиката излиза на преден план. В такъв момент на развитие на Рубинения трон в столицата Имриър се качва лорд Елрик. Смятан за слаб владетел той бързо се превръща в мишена за своя братовчед Ииркуун, който желае да узурпира трона. В опитите си да направи това, Ииркуун отвлича своята сестра и възлюбена на Елрик, Симорил. В последвалото преследване Елрик открива прокълнатия рунически меч Стормбрингър, който завинаги променя живота му.
Изкован от силите на Хаоса, Стормбрингър е дарен със собствена воля. Трудно е да се каже кой на кого е господар – Елрик на Стормбрингър или обратното. В крайна сметка техният съюз довежда до унищожаването на Мелнибонé, както и до гибелта на много приятели на Елрик, загинали от Стормбрингър.
Проклятието на Черния Меч съпътства Елрик до края на живота му. Оръжието не само подбира кого да убие, но и изсмуква душите на жертвите, давайки на Елрик допълнителна сила.

## Герои, свързани с Елрик
Внимание:  Текстът по-долу разкрива сюжета на произведението (или части от него)!
- Ариок (Arioch) – Господар на Хаоса, един от най-могъщите дукове на Ада. Лорд Ариок е патрон на всички мелнибонски императори. Известен е още с имена като Господар на Седемте Мрака, Рицарят на Мечовете, Господар на Висшите Светове.
- Давим Твар (Dyvim Tvar) – Господар на Драконовите Пещери в Мелнибонè и главен съюзник и съветник на Елрик.
- Давим Слорм (Dyvim Slrom) – Син на Давим Твар и братовчед на Елрик. Участва в последната битка, рамо до рамо с Елрик, на страната на Закона, където носи черния меч Моурнблейд.
- Джагрийн Лерн (Jagreen Lern) – Теократът на Пан Танг. Той е силен магьосник и е избран от Хаоса за лидер на неговите армии в последната битка. Получава абсолютна подкрепа и сила от Хаоса в борбата срещу Елрик и слугите на Закона и Равновесието.
- Зарозиния (Zarozinia) – Жена от Младите Кралства, която се влюбва в Елрик и му позволява за известно време да се наслади на мир и истинска любов. За известно време Елрик дори изоставя Стормбрингър.
- Иркуун (Yyrkoon) – Братовчед на Елрик. Той прави два неуспешни опита да узурпира Рубинения Трон и става главната причина за падането на Мелнибонè.
- Кардрос (Chardros) – Господар на Хаоса, въображаем демон или бог, един от „Най-висшите Шест“, господар и на разрухата, и на красотата. Еквивалент на Мрачния Жътвар.
- Мабелоде (Mabelode) – Господар на Хаоса, описван като „безлик“. Появява се в последната битка. Известен също като Крал на Мечовете. Понякога е изписван като Мабелроде (Mabelrode).
- Мишела (Myshella) – Велика магьосница, покровителка на замъка Канелуун. Тя трябва да открие герои, достатъчно силни, да се противопоставят на силите на Хаоса. Играе роля в няколко от приключенията на Елрик. Известна като Мрачната Господарка.
- Муунглъм (Moonglum) – Приятел и спътник на Елрик в много от неговите приключения. Той е дребен, червенокос, с ведро грозновато лице. Участва в последната битка.
- Ракхир (Rackhir) – Червеният Стрелец. Някога е бил Воин Жрец на Фум, но по-късно прокуден. Участва в няколко приключения с Елрик, включително в откриването на Стормбрингър и Моурнблейд.
- Садрик LXXXVI (Sadric) – Предпоследният император на Мелнибонè, баща на Елрик. След смъртта му душата му е пленена и Елрик трябва да я освободи, за да намери покой.
- Симорил (Cymoril) – Братовчедка и любима на Елрик. Елрик желае да се ожени за нея и да я направи императрица, но не успява. Симорил загива по време на битката за Имриър и става поредната жертва на Стормбрингър.
- Страаша (Straasha) – Крал на морските стихии, обвързан с древни споразумения с императорите на Мелнибоне. Помага при построяването на Корабът Който Плава По Суша И Море и е в спор с крал Громе относно собствеността му.
- Телеб К`аарна (Theleb K`aarna) – Магьосник от островите Пан Танг. Бил е съветник и главен магьосник на кралица Уишана, но е изместен от Елрик. От тогава търси отмъщение.
- Уишана (Yishana) – Кралица на Джаркор. Тя открито желае компанията и силата на Елрик и става причина за не един негов проблем, но също така му помага и става негов важен съюзник във войната срещу Хаоса.

## Други превъплъщения на Вечния шампион
- Ерекозе/Erekosë
- Корум/Corum
- Дориан Хоукмуун/Dorian Hawkmoon
- Улрик фон Бек/Ulrich von Bek
- Джерек Карнелиан/Jherek Carnelian
- Джери Корнелиус/Jerry Cornelius
- Гайнор Прокълнатия/Gaynor the Damned
- Роланд/Roland – паладин на Карл Велики
- Урлик Скарсол/Urlik Scarsol
- Ракхир Червения Стрелец/Rackhir the Red Archer
- Освалд Бастабъл/Oswald Bastable
- и много други

## Музикални препратки
- Hawkwind – през 1985 г. английската рок група издава албум, озаглавен Chronicles Of The Black Sword, посветен на Елрик. Майкъл Муркок се появява с групата в двойния концертен албум Live Chronicles като разказвач.
- Blue Öyster Cult, американска метъл група, има песен Black Blade, написана съвместно с Муркок.
- 3 Inches of Blood, канадска метъл група, има песен, вдъхновена от Елрик – The Sailor On The Seas Of Fate. Групата има също така миниалбум, озаглавен Upon The Boiling Sea.
- Blind Guardian имат няколко песни по Муркок – Damned For All Time и Fast to Madness са за Елрик; The Quest For Tanelorn е по едноименната книга; в Imaginations From The Other Side се споменава друг герой на Муркок – Корум.
- Domine е италианска метъл група, която има много песни по Муркок – The Eternal Champion, The Chronicles of the Black Sword, Last of the Dragonlords (Lord Elric's Imperial March), Dragonlord (The Grand Master of the Mightiest Beasts), Horn of Fate, The Bearer of the Black Sword, For Evermore, Dawn of a New Age (A Celtic Requiem), Arioch the Chaos Star, The Prince In The Scarlet Robe (The Three Who Are One – Part I), The Song of the Swords, The Forest Of Light. Обложките на всичките им албуми са свързани с Елрик, а Майкъл Муркок е редовно споменаван в страниците за благодарности в компакт дисковете като неизчерпаем източник на идеи.
- Apollo Ra, американска метъл група, има песен Bane Of The Black Sword.
- Cirith Ungol, американска метъл група, има песен Nadsokor. Също така в песента им Master Of The Pit вероятно се пее за Елрик. Групата има четири албума с обложки с Елрик на художника Майкъл Уелън.
- Battleroar, гръцка метъл група, има две песни по Муркок – Mourning Sword и Dyvim Tvar.
- Doomsword, италианска метъл група, има песен Return To Imryyr. Също така има кавър версия на песента Nadsokor на Cirith Ungol.
- Dark Moor, испанска метъл група, има песен The Fall Of Melnibonè.
- Diamond Head (стил: нова вълна британски хевиметъл) имат песен Borrowed Time, разказваща за Елрик.
- Tygers Of Pan Tang (стил: нова вълна британски хевиметъл) са взели името си от това на остров Пан Танг от Младите Кралства.
- Agnes Vein, гръцка метъл група, има албум, озаглавен Chaos And Law и песен Sailor on the Seas of Fate в него.
- Magnum, британска хардрок група, има песен Stormbringer.
- Panacea, немски дръм енд бас музикант, има песен озаглавена Stormbringer.
- Deep Purple пеят за Елрик в песента си Perfect Strangers. Групата също така има албум и песен озаглавени Stormbringer, но отрича да са по Муркок.
- Dream Theater правят кавър на Perfect Srangers на Deep Purple.
- Mekong Delta, немска траш метъл група, има песен Heros Grief, разказваща за Елрик.
- Yyrkoon, френска траш метъл група, се е кръстила на името на братовчеда на Елрик.
- Mournblade (стил: нова вълна британски хевиметъл) са се кръстили на мечът близнак на Стормбрингър.
- Turmion Katiliot, финландска индъстриъл метъл група, има песен Stormbringer.